# Nuragh
Nuragh (italiensk: nuraghe) er et kegleformet tårn bygget af meget store sten, som danner et kuppelformet rum. Denne form for tårne kendes kun fra Sardinien, hvor der findes ca. 7.000 nuragher spredt rundt om på øen – tit på højdedrag, hvor de fleste af dem er enkeltstående, men ses nogle steder som sammenbyggede. Arkæologer mener, at der oprindeligt har været mere end 10.000 nuragher. Det anslås at de fleste nuragher stammer fra tidsrummet 1900-730 f.v.t.
I den lille landsby Barumini ses en hel nuragh-landsby, Su Nuraxi di Barumini, der i 1997 blev optaget på UNESCO's liste over verdenskulturarv.
Der hersker en del usikkerhed omkring, hvad disse tårne blev anvendt til. Der formodes, at de både blev anvendt som bolig, helligdom og fæstning.

## Eksterne Henvisninger
- Fotogalleri Nuraghe Su Nuraxi
- Nuragh i Den Store Danske på Lex.dk
- The nuragh, a megalithic tower become a symbol of Sardinia